# Curalium cronini
Curalium cronini ist die einzige beschriebene Art der Familie Curaliidae innerhalb der Wanzen-Teilordnung Cimicomorpha. Das Artepitheton ehrt J. Eric Cronin, der zum Zeitpunkt der Erstbeschreibung mit Ausnahme von drei Tieren sämtliche bis dahin bekannten Individuen der Art im Fangergebnis von Lichtfallen entdecken konnte. Es handelte sich ausnahmslos um Männchen; Weibchen und Nymphen sind damit noch unbekannt.

## Merkmale
Die Männchen zählen mit etwa 1,5 (maximal 1,75) Millimetern Länge zu den kleinsten Wanzenarten. Sie sind am Kopf, Thorax und Cuneus der Hemielytren auffällig rubinrot gefärbt. Ihr Kopf ist von oben betrachtet mehr oder weniger fünfeckig und trägt nahezu halbkugelige Facettenaugen. Diese liegen von oben betrachtet anterolateral, von unten oder der Seite betrachtet liegen sie ventrolateral. Die Punktaugen (Ocelli) sind groß und haben einen großen Abstand zueinander. Das vorne am Kopf liegende Labium ist viergliedrig. Die Fühler sind ebenso viergliedrig; das dritte und vierte Glied ist schwach spindelförmig. Das Pronotum ist kurz, kragenförmig und hat hinten keinen Lobus. Das Mesonotum ist nicht geschwollen und liegt komplett frei. Die Hemielytren sind nur am Costalrand und dem Cuneus ledrig. Die Tarsen aller drei Beinpaare sind zweigliedrig. Die Pygophore, das neunte Hinterleibssegment der Männchen ist nur von ventral sichtbar und von oben betrachtet vollständig durch ein Proctiger, das modifizierte 10. und die Reste des 11. Hinterleibssegments verdeckt.
Die Art wird anhand der Form der Prätarsen den Cimicomorpha zugerechnet. Allen Prätarsen fehlt ein ventrales Arolium und ihr dorsales Arolium ist als stiftartiges dorsomedianes Sensillum ausgebildet. In Größe, Körperform und wegen der zweigliedrigen Tarsen ist die Art denen der Gattung Joppeicus der Familie Joppeicidae, der Gattung Loricula der Familie der Flechtenwanzen (Microphysidae) und der Gattung Embiophila der Familie Plokiophilidae ähnlich. Von all diesen kann man sie aber durch das kragenförmige Pronotum, das frei liegende, geschwollene Mesonotum, die stark zurückgebildeten, asymmetrischen Genitalien der Männchen und den großen Proctiger am Hinterleibsende unterscheiden. Ähnlichkeit besitzt die Art außerdem mit kleinen Arten der Blumenwanzen (Anthocoridae), Lasiochilidae und Lyctocoridae, deren Männchen jedoch große, sichelförmige linke Paramere, fadenförmige dritte und vierte Fühlerglieder und normal gebaute Pronota, die den Großteil des Mesonotums verdecken besitzen.

## Vorkommen und Lebensweise
Curalium cronini ist bisher aus dem Norden Floridas und aus Louisiana bekannt. Die 19 zum Zeitpunkt der Erstbeschreibung bekannten männlichen Exemplare wurden zwischen Ende Juni und Anfang Juli sowie Ende Juli und Anfang August mittels UV-Licht an Lichtfallen angelockt. Anhand des Rostrums wird vermutet, dass sie sich räuberisch ernähren.

## Taxonomie und Systematik
Auf Grund der ungewöhnlichen Kombination von Merkmalen, wie etwa der großen Punktaugen, der halbkugeligen Facettenaugen, dem kragenförmigen Pronotum und den zweigliedrigen Tarsen konnte Curalium cronini keiner bisher beschriebenen Wanzenfamilie zugeordnet werden. Die Teilordnung Cimicomorpha wird unter anderem durch ein bis drei offene Membranen an den Hemielytren, 10 bis 20 freie Flügeladern, die aus geschlossenen Zellen entspringen und durch nach vorne gerichtete Paramere charakterisiert. Alle diese Merkmale sind auch bei Curalium cronini, wenn auch in abgewandelter Form vorhanden, sodass die Familie dieser Teilordnung zugerechnet werden kann. Ihre Schwestergruppe ist die Familie Velocipedidae. Dieses Verwandtschaftsverhältnis wird durch die vier oder fünf geschlossenen Zellen in der Membrane der Hemielytren gestützt, die in dieser Zahl nur bei diesen beiden Taxa bekannt sind. Anhand morphologischer Merkmale, die eine ausreichend starke Homoplasie innerhalb der Cimicomorpha und Curalium aufweisen, begründet sich die basale Stellung des Taxons innerhalb der Cimiciformes.